# 天頂電子
天頂電子（Zenith Electronics），或譯為增你智電子，是美國一間老牌電子公司，創於1918年，現為南韓樂金電子的子公司。

## 历史
該公司於1918年由美國 Ralph Matthews 和 Karl Hassel兩人在芝加哥創立，生產無線電和收音機。1924年推出第一台手提收音機，在當年為一大創新。1939年推出黑白電視產品，之後結合無線電和電視技術的電視遙控器產品成為風靡一時的熱銷產物並領導市場，1940年代推出了結合音響、收音機、電視的三合一創新產品。
1990年代，該公司經營陷入困境，由樂金電子逐步收購股份，成為樂金電子的子公司，現為銷售液晶電視和為主。

## 爭議
2010年10月29日，該公司以10項專利遭侵權為由，控告日本消費性電子產品巨擘索尼(Sony)，一般預測這是該公司與母公司樂金電子為了搶得高畫質電視(HDTV)市場先機所展開的前哨。

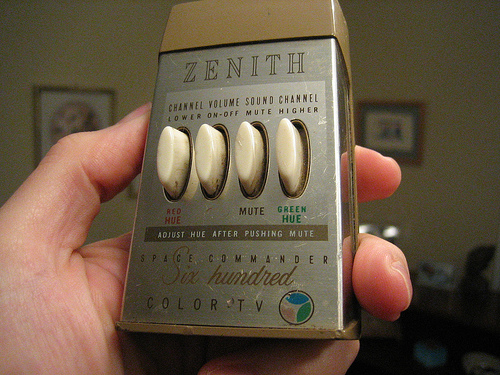
1965 指揮官600型遙控器
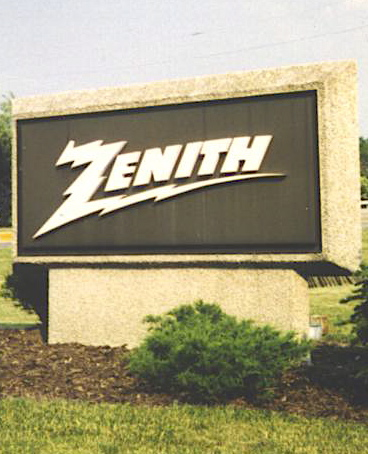
1995年天頂電子總公司招牌與CEO
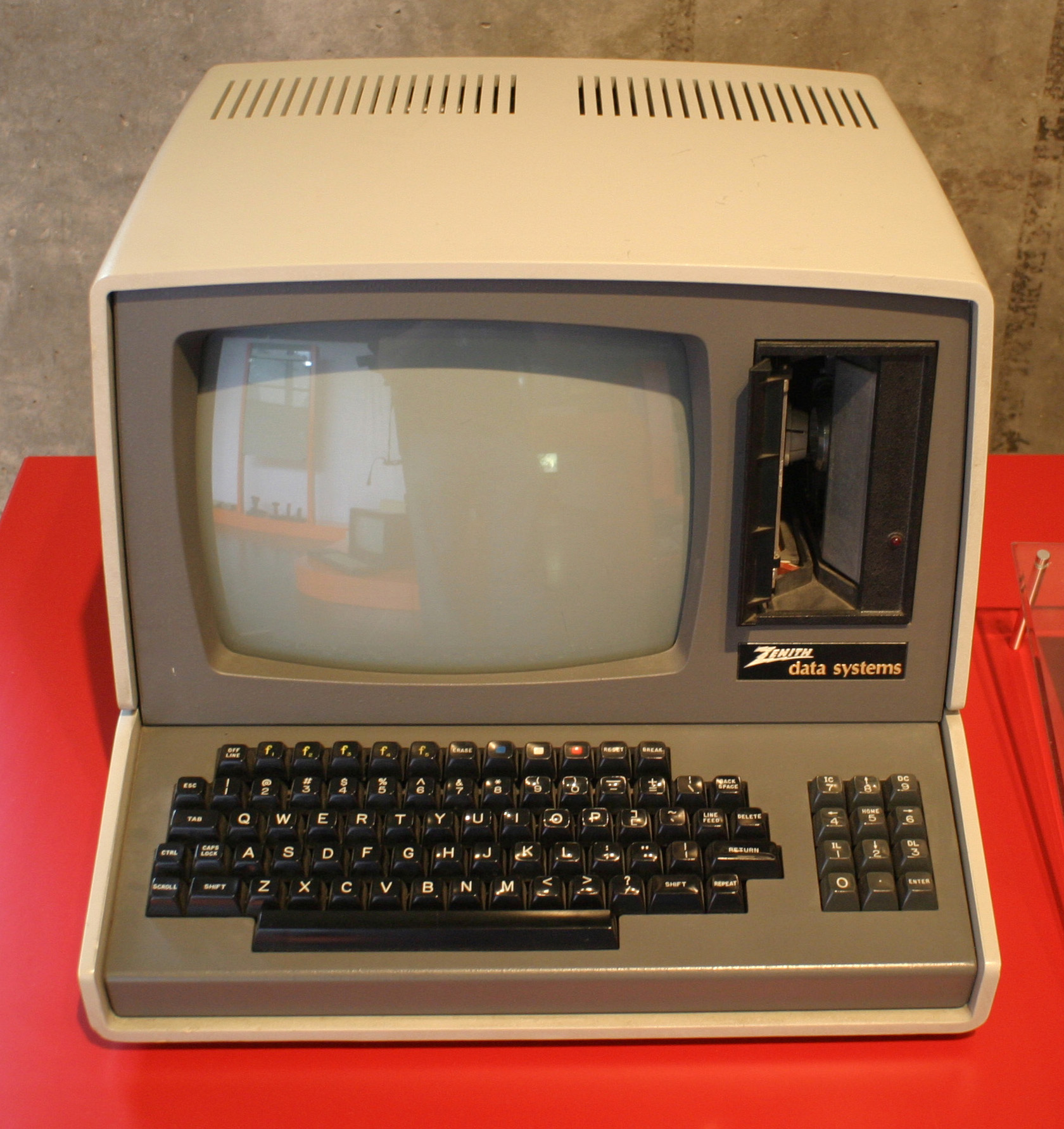
1981年Z89電腦

## 外部連結
- Corporate homepage* （页面存档备份，存于）